# Piève
Piève település Franciaországban, Haute-Corse megyében. Lakosainak száma 116 fő (2022. január 1.). Piève Rapale, Bigorno, Lento, Murato, Pietralba, Sorio, San-Gavino-di-Tenda és Santo-Pietro-di-Tenda községekkel határos.

## Népesség
A település népességének változása:
| Lakosok száma | 61   | 61   | 75   | 114  | 115  | 111  | 109  | 109  | 111  | 116  |
|               | 1968 | 1982 | 1990 | 2006 | 2013 | 2015 | 2017 | 2019 | 2020 | 2022 |